# Agricoltura itinerante
L'agricoltura itinerante è un tecnica di agricoltura usata nel neolitico e tuttora presente in alcune aree del pianeta (ad es. in Indonesia). Già i primi agricoltori sperimentarono che la terra sfruttata per un raccolto, negli anni successivi dava un prodotto più scarso. In epoche in cui la terra era abbondante il primo rimedio fu quello di seminare in un altro appezzamento di terreno, in genere ottenuto disboscando aree forestali, prossime a quelle prima utilizzate, per non dover spostare i villaggi, ma anche con delle migrazioni se era necessario. Anticipa in forma rudimentale quella che sarà la rotazione agricola.